# Bleb
Pour les articles homonymes, voir bleb (homonymie).

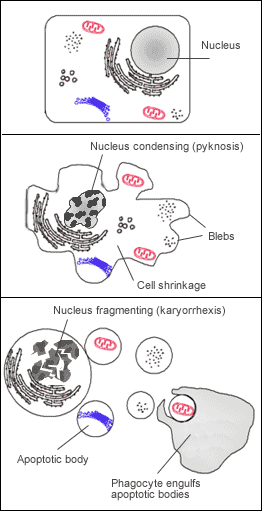
Le processus d'apoptose passe par la formation de blebs, visibles sur l'image du milieu.

En biologie cellulaire, un bleb ou bulle est une proéminence de la membrane plasmique d'une cellule, provoquée par le découplage délocalisé du cytosquelette de la membrane. Le blebbing ou zeiosis est le processus de formation des blebs.

## Origine
La croissance des blebs est déterminée par la pression intracellulaire générée dans le cytoplasme par le cortex cellulaire contractile et il peut s'en former en un point faible où s'est produit une rupture locale du cortex ou un détachement limité entre le cortex et la membrane plasmique. Le flux de cytoplasme est déterminé par la pression hydrostatique dans la cellule,.

## Fonctions physiologiques
Lors de l'apoptose (mort cellulaire programmée), le cytosquelette se rompt et la membrane forme des blebs. Ces blebs peuvent alors se séparer de la cellule, emmenant avec eux une portion du cytoplasme. Ils prennent alors le nom de corps apoptotiques. Les cellules phagocytaires capturent ces fragments et procèdent au recyclage de leurs composants.
La formation de blebs a aussi un rôle important dans d'autres phénomènes cellulaires, comme la locomotion, la division, et la réponse aux stress chimiques et physiques. Les types de blebs varient fortement en termes de vitesse de croissance, taille, contenu et quantité d'actine. Ils jouent aussi un rôle dans les cinq types de nécrose. Cependant, les organites cellulaires ne se dispersent pas dans les blebs en cas de nécrose.

## Pharmacologie
En 2004, il a été montré qu'un composé connu sous le nom de blebistatine était capable d'inhiber la formation des blebs. Il a été mis en évidence lors d'un criblage à la recherche d'inhibiteurs de MYH9. Il agit en diminuant l'affinité de la myosine pour l'actine,,, diminuant ainsi les forces contractiles au niveau de l'interface cytosquelette-membrane.